# Tiptologia

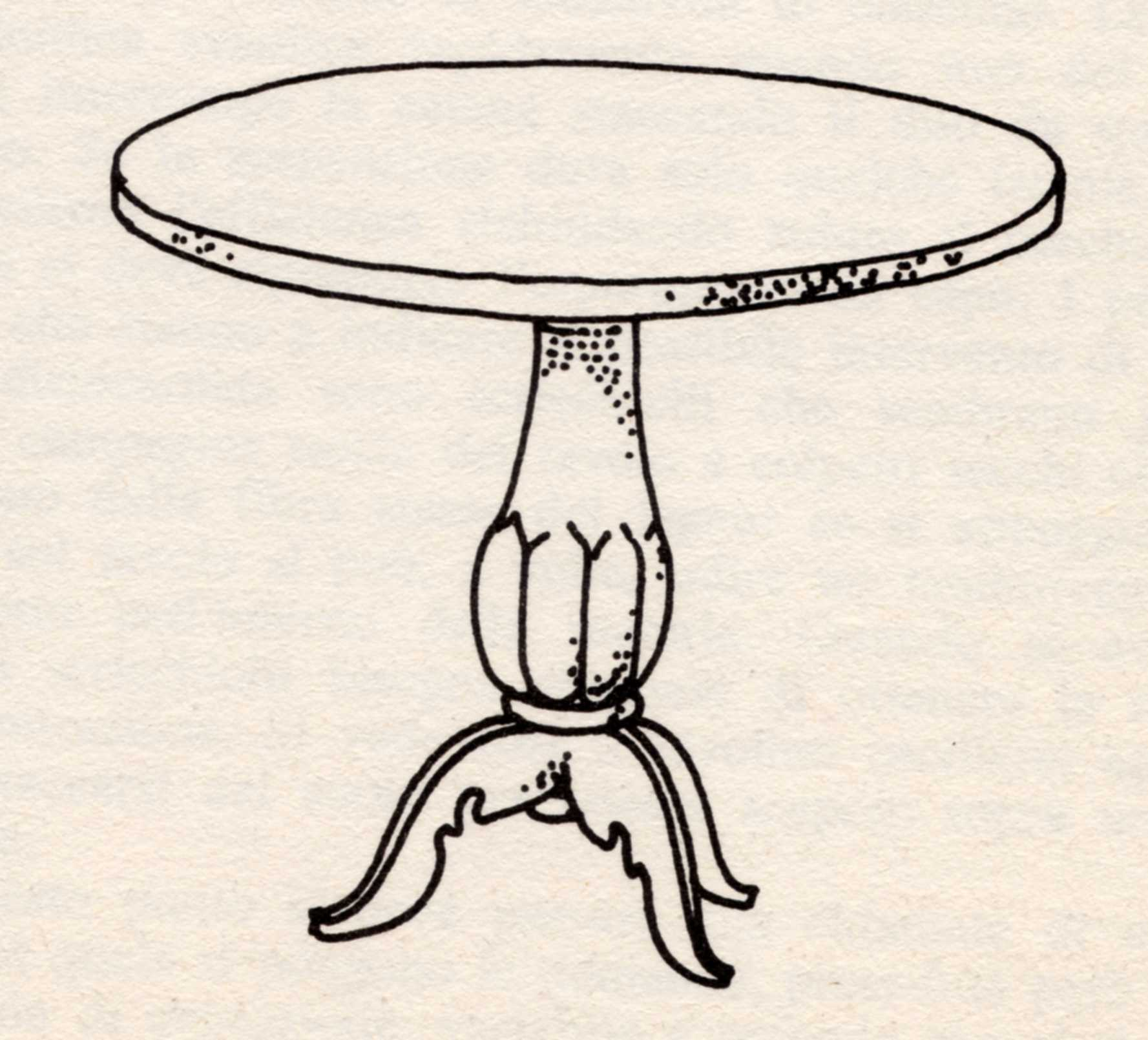
Tavolino per sedute spiritiche.

La tiptologia (dal greco τύπτω, typto, "batto, colpisco" e λόγος, logos, "parola") è, nell'ambito dello spiritismo, la forma più semplice di ricezione delle "comunicazioni" di tipo medianico, e consiste nella traduzione in parole e in frasi dei colpi battuti dai piedi di un tavolo o di altro mobile.